# Z STUDIO SENSORS
『Z STUDIO SENSORS』（ぜっとスタジオセンサーズ）は、日本テレビで2023年4月21日（4月20日深夜）から毎月第3金曜 1:29 - 1:59（毎月第3木曜深夜）に放送されている情報番組。

## 出演者
ナビゲーター
- 詩羽（水曜日のカンパネラ）

## スタッフ
- 演出：髙橋昴平
- ナレーター：伊藤遼（日テレアナウンサー）
- TD：佐藤耕司（#4-、#3はTM）
- CAM：岸田一彦、林蓮太郎【月替り】
- AUD：板橋翔、中越興志郎【月替り】
- VE：三崎美貴、吉﨑慶【月替り】
- 照明：倉本由彦【月替り】
- デザイン：GOO CHOKI PAR【月替り】
- CG：池田愛、関根由貴
- 美術：高津光一郎（日テレアート）
- 編集：大村恒裕
- MA：大江拓也
- 音効：竹中幸治
- 技術協力：SOLA、ヌーベルアージュ
- 制作進行：大畑沙織
- デスク：後藤詩織
- ディレクター：佐藤智也、後藤拓也
- プロデューサー：井上統暉、岸遼、平岡辰太朗、皆川由香、吉田翔
- 制作：原浩生
- 制作協力：AXON、ROGOT
- 製作著作：日テレ

### 過去のスタッフ
- 演出：中村敦、陶山桂輔、谷口顕
- ナレーター：森圭介（日テレアナウンサー）
- 構成：平出尚人【毎月】、務川光、高市廉【月替り】
- TM：村上正（#2まで）
- 編集：泉舘雄介
- CG：SIGNIF
- イラスト：安田翔哉【月替り】
- AIエンジニア：川上皓平、豊田瞳【月替り】
- OP音楽：長屋洋輔、鈴木智也（max lila）【月替り】
- 技術協力：NiTRO
- デスク：福井静
- ディレクター：村上遼華（#2まで）、武田侑己（#3まで）、松浦優希、花輪朋佳（花輪→#3-?）
- プロデューサー：佐藤雄（#3まで）、栗田慎太郎（#4）
- チーフプロデューサー：渡邊政次（#3-2024年5月、#2まで統轄プロデューサー）

## 関連番組
- SENSORS - 同局で放送されていた前身的番組。